# Informe sobre las torturas y ejecuciones a detenidos en Siria de 2014

El Informe sobre las torturas y ejecuciones a detenidos en Siria de 2014, también conocido como Informe Caesar, es el informe que demostró «el asesinato sistemático de más de 11.000 detenidos por el gobierno sirio en una región durante la Guerra Civil siria sobre un periodo de dos años y medio desde marzo de 2011 a agosto 2013». Se publicó el 21 de enero de 2014, a las vísperas de la conferencia Génova II sobre Siria y fueron encargadas por el gobierno de Catar. Catar ha sido un defensor clave de los rebeldes sirios. Según Human Rights Watch  tras una investigación de 6 meses, las horribles evidencias fotográficas son verdaderas; en un informe publicado el 16 de diciembre de 2015 se dice que los oficiales sirios tendrían que ser condenados por Crimen de lesa humanidad.
Según un informe por la Amnistía Internacional, publicado en noviembre de 2015, el Gobierno Sirio ha provocado más de 65.000 desapariciones forzosas (de los cuales a día de hoy se desconoce su paradero) desde el principio de la guerra civil siria. Según un informe en mayo de 2016 por el Observatorio Sirio para Derechos humanos, al menos 60.000 personas han sido asesinadas a través de tortura o muerto en condiciones humanas extremas en prisiones del Gobierno Sirio desde el inicio de la Guerra Civil en marzo de 2011.

## Fuente anónima
La fuente, que por razones de seguridad se identificó sólo como Caesar, era fotógrafo militar de la policía siria a la vez que trabajaba en secreto con un grupo de oposición sirio, el Movimiento Nacional sirio. Su trabajo consistió en «tomar imágenes de los detenidos asesinados» en dos hospitales militares de Damasco. Contó a los detectives de delitos de guerra que era detective forense, pero que comenzó las protestas y detenciones en Siria, su trabajo devino documentar los cadáveres de aquellos asesinados en prisiones militares sirias. No dijo haber presenciado ejecuciones o tortura. Pero describió un sistema altamente burocrático. Los cuerpos entonces serían enterrados en áreas rurales. Empezó a realizar duplicados de las fotografías en septiembre de 2011 y las envió en un pendrive a un familiar que emigró de Siria y trabajaba con grupos de derechos humanos. Después publicarse miles de imágenes,  el fotógrafo anónimo temió por su seguridad y consiguió salir de contrabando del país en agosto de 2013.
Los autores del informe que le entrevistaron le encontraron creíble y veraz como se corroboro luego de someterlo a «escrutinio riguroso».

## Autores
Los autores del informe son:
- Desmond Lorenz de Silva, exfiscal general del tribunal especial para Sierra Leona.
- Geoffrey Nice, exfiscal principal del expresidente yugoslavoSlobodan Milosevic.
- David Crane, quién acusó al presidente liberiano Charles Ghankay Taylor en el tribunal de Sierra Leona.

También están implicados en el informe tres expertos forenses: Stuart Hamilton (patólogo forense), Susan Black (profesora de anatomía y antropóloga forense, que investigó fosas masivas en Kosovo) y Stephen Cole (director técnico y experto en imágenes digitales, que examinó y validó las 55.000 imágenes digitales (aprox.), comprendiendo aproximadamente 11.000 víctimas.

## Contenido
El informe, de 31 páginas, el cual estuvo encargado por una empresa principal de abogados de Londres, examinó miles de fotografías de gobierno sirio y archivos grabados de muertes. La mayoría de las víctimas era hombres jóvenes y muchos cadáveres sufrían de delgadez extrema, ensangrentados y con evidentes señales de tortura cruda: signos de abrasiones, cicatrices y ulceraciones; Heridas de bala y laceraciones. Algunos tenían los ojos arrancados de cuajo y otros mostraban señales de estrangulación o electrocución.
Sobre las razones de estas fotografías, el informe declara: 

«Había dos razones por las que fotografiar personas ejecutadas: en primer lugar, para permitir un certificado de muerte sin que las familias tuviesen que ver el cuerpo, evitando así que las Autoridades tenga que dar cuenta veraz de sus muertes; y en segundo lugar para confirmar que las órdenes que se dieron de ejecutar individuales habían sido llevadas a cabo.»
2014 Syrian detainee report

A las familias se les dijo que la causa de muerte fue un «ataque de corazón» o «problemas respiratorios». 

El procedimiento para la documentación fue que cuando un detenido fue asesinado, a cada organismo se le asignó un número de referencia relacionado con esa rama del servicio de seguridad responsable de su detención y muerte. Cuando el cadáver fue llevado al hospital militar se le dio un número adicional para documentar, falsamente, que la muerte había ocurrido en el hospital. Una vez que se fotografiaron los cuerpos, se los llevaron a enterrar en una zona rural.
2014 Syrian Detainee Report

## Implicaciones

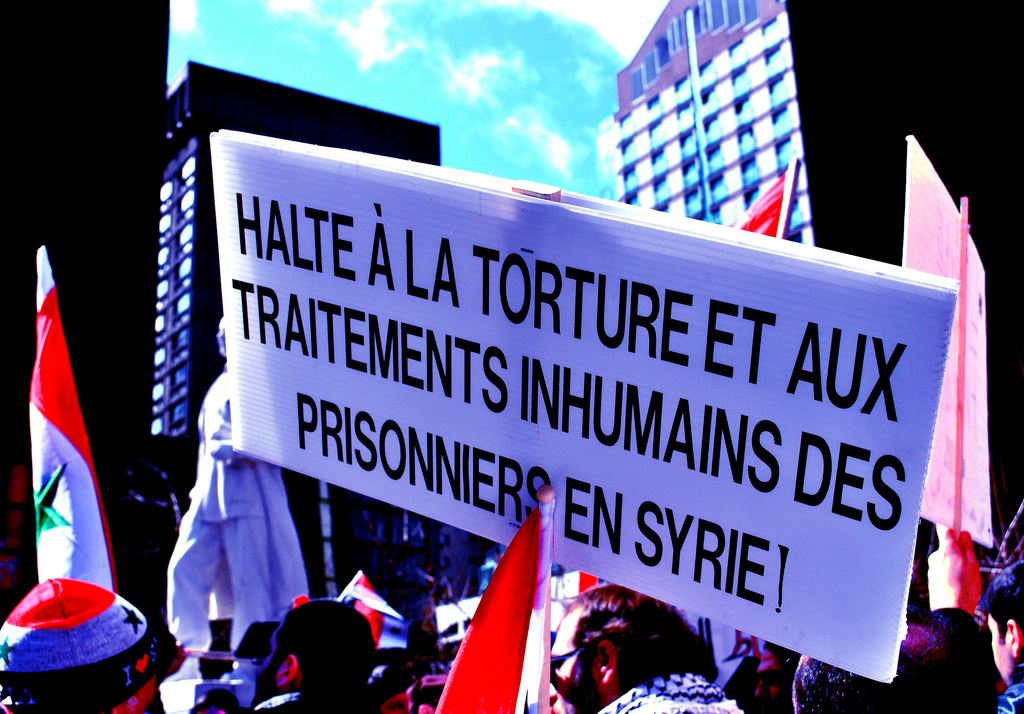
Protestas en Montreal tras la publicación del informe.

El informe se ha hecho disponible para la ONU, gobiernos y grupos de derechos humanos. Los expertos apuntan a que es una de las evidencias más detalladas que han se han publicado de la guerra civil siria. A raíz del informe se ha sugerido que oficiales de gobierno sirio podrían afrontar cargos por crimen de guerra.
Un representante de Bashar Al-Assad negó que las imágenes fuesen siquiera tomadas dentro de su país. Pero representantes del Ministerio de asuntos exteriores de EE. UU., el Secretario Extranjero Británico, la Amnistía Internacional y otros tantos reconocieron que las fotografías son un testimonio irrefutable de una violación a los Derechos Humanos.
Debido al informe y otros hallazgos, el jefe de la Comisión de ONU para la Investigación sobre Siria, Paulo Sérgio Pinheiro  declaró: «La escala masiva de muertes de detenidos sugiere que el Gobierno de Siria es responsable de actos que equivalen al exterminio como un crimen de lesa humanidad».